# Spilosoma kannegieteri
Spilosoma kannegieteri là một loài bướm đêm thuộc phân họ Arctiinae, họ Erebidae.